# Löjliga familjerna (kortspel)
Löjliga familjerna, även kallat tjocka släkten eller kvartett, är ett kortspel för barn och spelas vanligtvis med speciella kortlekar. Korten i dessa lekar avbildar, i regel i form av karikatyrer, familjer med vardera fyra medlemmar (”herr”, ”fru”, ”unge herr” och ”fröken”), varje familj representerande ett yrke eller annan sysselsättning. Spelet går ut på att samla så många familjer som möjligt.
Löjliga familjerna kan också spelas med en vanlig fransk-engelsk kortlek. Det man samlar på då är fyra kort av samma valör.
I given delas samtliga kort ut; det spelar ingen roll om inte alla får lika många kort. Den spelare som är i tur frågar en valfri motspelare efter ett specifikt kort (till exempel ”Unge herr Bagare” eller klöver sju). Har motspelaren detta kort, får den som frågat överta kortet och fortsätta att begära kort från motspelarna; i annat fall övergår turen att begära kort till den tillfrågade spelaren. En alternativ regel är att inte ange ett specificerat kort, utan i stället fråga motspelaren efter alla kort som tillhör en viss familj eller valör.
Vinnare är den spelare som vid spelets slut fått ihop flest familjer eller fyrtal.
På samma sätt som löjliga familjerna spelas de spel, ofta benämnda kvartettspel, som utgörs av kortlekar med bilder av till exempel djur, växter, fordon eller litterära gestalter indelade i sviter om vanligen fyra sammanhörande kort. Denna typ av kortlekar, vilken löjliga familjerna historiskt sett utgör en version av, uppkom under 1800-talets senare hälft och hade i början ofta ett pedagogiskt syfte. 